# Dieurostus dussumieri
Dieurostus dussumieri — вид змій родини гомалопсових (Homalopsidae). Ендемік Індії. Вид названий на честь французького мандрівника й колекціонера Жана-Жака Дюссюмьє. Це єдиний представник монотипового роду Dieurostus. Умовно отруйні змії (реальної небезпеки для людини не становлять). 

## Поширення й екологія
Dieurostus dussumieri мешкають на прибережних рівнинах Малабарського узбережжя на південному заході Індії, зокрема в штаті Керала. Вони живуть на рисових полях і водно-болотних угіддях, на висоті до 50 м над рівнем моря. Ведуть водний спосіб життя, живляться рибою. Відкладають яйця.

## Збереження
МСОП класифікує стан збереження цього виду як близький до загрозливого. Dieurostus dussumieri загрожує забруднення природного середовища.